# Великая скорбь
Вели́кая скорбь (др.-греч. θλίψις μεγάλη) — понятие в христианской эсхатологии, означающее время сильнейшего горя и жестоких страданий человечества. Великая скорбь описана как в «апокалиптических» главах Евангелий (Мф. 24:1—51, Мк. 13:1—37), так и в книге Откровение (Откр. 2:22, Откр. 7:14).

Когда же услышите о войнах и о военных слухах, не ужасайтесь: ибо надлежит сему быть, — но это ещё не конец. Ибо восстанет народ на народ и царство на царство; и будут землетрясения по местам, и будут глады и смятения. Это — начало болезней <...> Предаст же брат брата на смерть, и отец — детей; и восстанут дети на родителей и умертвят их <...> Горе беременным и питающим сосцами в те дни <...> Ибо в те дни будет такая скорбь, какой не было от начала творения, которое сотворил Бог, даже доныне, и не будет.
— Мк. 13:7—19
В Ветхом Завете, предположительно, намёки на Великую скорбь содержатся в ряде пророческих книг, например в 12 главе книги пророка Даниила. В целом в Библии Великая скорбь упоминается кратко, а пророчества носят символический характер, поэтому в христианской эсхатологии существуют сильно отличающиеся друг от друга мнения о том, как и когда наступит время Великой скорби. Споры ведутся также о том, избежит ли Церковь этот период (см. статью «Восхищение Церкви»).
Ниже перечислены популярные методы толкования пророчеств о Великой скорби (многие толкователи используют эти методы не в чистом виде, а синтезируют их друг с другом).

## «Футуризм»
С точки зрения толкователей, придерживающихся этой точки зрения, время Великой скорби будет представлять собой относительно короткий период, когда все, кто не следовал за Христом вплоть до момента Восхищения Церкви (по доскорбной доктрине), будут страдать от стихийных бедствий, голода, войн и болезней (Мк. 13:8, Мф. 24:7, Лк. 21:11, Откр. 6:8), в результате чего погибнет порядка 75 % населения.
Часть христиан, придерживающихся диспенсационалистского взгляда на историю, предполагают, что в период Великой скорби (либо после него) произойдёт Второе пришествие Иисуса Христа и Страшный суд.
Согласно другому взгляду, период Великой скорби будет длиться семь лет. По этому представлению Великая скорбь — последняя из семидесяти седмин книги пророка Даниила (Дан. 9:24—27), (седмина (ивр. שבוע
‎) — семь месяцев, дней или лет; неделя). Эта точка зрения стала популярной среди протестантов в XIX столетии благодаря Джону Нельсону Дарби. По этой версии каждая седмина представляет собой семь лет. В пророчестве Даниила говорится, что по истечении 7 и 62 (то есть в сумме 69) седмин с момента выхода повеления персидского царя о восстановлении Иерусалима Христос (в оригинале текста — Помазанник) будет отрезан (в русском Синодальном переводе Библии сказано: «предан будет смерти»).
Согласно этой теории, с момента выхода указа персидского царя Артаксеркса о восстановлении Иерусалима до смерти Иисуса Христа прошло ровно 483 года (69 седмин х 7 лет).
Затем сторонники этой теории предполагают перерыв неопределённой длины, после которого начнётся последняя, семидесятая седмина.
Некоторые толкователи делят семидесятую седмину пополам, при этом Великой скорбью обычно считаются вторые 3,5 года. Основанием для этого служит стих о мерзости запустения во второй половине седмины (Дан. 9:27); стих о «времени и времён и полувремени» (Дан. 7:25), который толкуется как 1 год + 2 года + полгода; стихи о 1260 днях (Откр. 11:3, Откр. 12:6), поскольку 1260/30 = 42 месяца или 3,5 года, и о 1290 днях (Дан. 12:11), где разницу в 30 дней интерпретируют как добавление в подсчёт «длинных месяцев» с 31 днём или как дополнительное время для подготовки к началу Тысячелетнего Царства.

### События
Среди футуристов существуют разные точки зрения о том, что произойдёт с христианами во время Великой скорби:
- Претрибулационисты («доскорбники») считают, что все христиане (живые и воскресшие из мёртвых) будут телесно восхищены (вознесены) на небо (см. Восхищение Церкви) до начала Великой скорби. Они полагают, что каждый истинный христианин, живший на протяжении всей истории Церкви, в преддверии Великой скорби мгновенно обретёт новое идеальное тело и избегнет испытаний скорби («Говорю вам тайну: не все мы умрём, но все изменимся вдруг, во мгновение ока, при последней трубе; ибо вострубит, и мёртвые воскреснут нетленными, а мы изменимся. Ибо тленному сему надлежит облечься в нетление, и смертному сему облечься в бессмертие» 1Кор. 15:51—53). После скорби Христос вернётся с Церковью, чтобы установить Своё Тысячелетнее Царство.
- Трибулационисты-«догневники» считают, что Восхищение Церкви произойдёт во время скорби (в середине или в конце), но до излияния семи чаш гнева Божия.
- Трибулационисты Седьмой Трубы уповают на Восхищение Церкви до излияния семи чаш гнева Божия, при звуке седьмой трубы (Откр. 11:15, 1Кор. 15:52).
- Мидтрибулационисты («средискорбники») полагают, что Церковь будет восхищена в середине 7-летнего периода скорби, который они делят на две половины — «начало болезней» и собственно «Великая скорбь».
- Посттрибулационисты («послескорбники») считают, что христиане будут находиться на земле во время Великой скорби, а в её конце будут собраны Христом в Царство Божье на земле. («И вдруг, после скорби дней тех… явится знамение Сына Человеческого… и соберут избранных Его, от четырёх ветров, от края небес до края их» Мф. 24:29—31). Посттрибулационисты считают, что седьмая труба, упомянутая в Книге Откровения, — та же самая труба, о которой говорится в 1Кор. 15:52.

Таким образом претрибулационисты и мидтрибулационисты считают, что Восхищение Церкви и Второе Пришествие Христа для суда на миром — это разные события, разделённые временным промежутком. Посттрибулационисты считают, что эти два события будут происходить одновременно либо одно сразу за другим.

## Претеризм
С претеристской точки зрения, Великая скорбь состоялась в прошлом, когда в 70 году по Р. Х., на финальной стадии Первой Иудейской войны, римские легионы после длительной осады разрушили Иерусалим и его Храм. Эти события, по их мнению, повлияли не столько на мировую историю, сколько на историю еврейского народа.
Претеристы считают, что Великая скорбь была Божьим судом, обрушившимся на евреев за их грехи, в том числе и отвержение Иисуса как обещанного Мессии.
Претеристское толкование Скорби акцентирует внимание на пророческих отрывках Евангелий — 24 главу Матфея, 13 главу Марка и 21 главу Луки, а не на Книге Откровения. Впрочем значительную часть символов книги Откровения претеристы относят к Римской империи, цезарям и их преследованиям христиан, а не евреев.
Слова Иисуса о том, что до наступления Великой скорби «не прейдет род сей» (Мф. 24:34), привязываются претеристами к предупреждению Иисусом книжников и фарисеев о том, что «кровь праведная … придет на род сей» (Мф. 23:35, 36). То есть речь идёт о первом веке, а не в будущем времени.
Слова Иисуса о «мерзости запустения, реченной через пророка Даниила» (Мф. 24:15) привязываются претеристами к фактам разрушений и огромных потерь среди евреев во время Первой иудейской войны.
Пророчество Иисуса о разрушении Иерусалимского Храма «не останется здесь камня на камне, все будет разрушено» (Мф. 24:3) претеристы считают сбывшимся, поскольку Храм действительно был разрушен до основания.
Претеристского подхода придерживается автор популярных в России комментариев к Библии Уильям Баркли. Так, комментируя отрывок Откр. 7:13, 14, Баркли пишет: «Сегодня мы читаем этот отрывок как заявление о скорби и невзгодах вообще и потому придаём ему огромное значение; мы имеем на это право, потому что обетования Божии даны навечно. Но одновременно будет правильно помнить, что первоначально он относился к конкретным обстоятельствам».

## Историцизм
Ещё один распространённый метод толкования времени и значения Великой скорби — историцизм. Как правило, историцисты считают, что Великая скорбь уже миновала, они привязывают её к тем или иным историческим событиям, а персонажей Книги Откровения — к тем или иным историческим персонам.
Так, типичного историцистского метода придерживался герой романа Л. Н. Толстого «Война и мир» Пьер Безухов. Сосчитав численное выражение французского написания словосочетания «император Наполеон» (с небольшими поправками получилось 666 — «число зверя» из Книги Откровения), Безухов сделал вывод, что Наполеон — антихрист, и попытался устроить на него покушение.
Некоторые историцисты истолковывают Великую скорбь как период «преследования святых» (согласно пророчествам 7 главы Книги пророка Даниила и 13 главы Книги Откровения) со стороны власти Папы Римского. Более того, лидеры протестантизма периода Реформации — Мартин Лютер, Жан Кальвин, Ульрих Цвингли — считали Папу Римского антихристом.
Историцисты находили своих «антихристов» и признаки исполнения пророчеств о Великой скорби практически в каждой исторической эпохе, в том числе некоторые видят их и в настоящем времени.

## Релятивизм (идеализм)
Представители этой школы толкования считают, что в Книге Откровения описаны не конкретные события прошлого, настоящего или будущего, а «тенденции и идеалы». Возникновение этого метода интерпретации приходится на III—IV века н. э., этим методом при толковании Книги Откровения пользовался Августин. Очень точно передал суть взглядов школы идеалистов Рэймонд Калкинс:
«Теперь мы понимаем, что означает слово „откровение“. Оно не означает откровение будущих тайн конца мира, тысячелетнего царства или Судного дня. Оно не означает также откровения славы Небес или блаженства искупленных. Оно означает откровение бесконечного Бога, могущего спасать; откровение для утешения и вдохновения Божьего народа и напоминание о всепобеждающей силе всемогущего Спасителя».
Исполнение пророчеств конкретно о Великой скорби релятивисты видят в различных трагедиях и катастрофах, происходящих в мире, — стихийных бедствиях, войнах, голоде, эпидемиях, боли и страданиях большого числа людей. Некоторые считают, что количество различных бедствий в мире неуклонно растёт на фоне существующего в некоторых странах относительного комфорта, благополучия и мира.

## Позиция Православной церкви
В православии, как и в других[каких?] конфессиях, нет единого, чёткого, принимаемого всеми верующими богословия относительно Великой скорби и в целом — событий Последнего времени. Так, известный православный автор, иеромонах Серафим Роуз писал: «имеется много различных степеней толкования Апокалипсиса, поэтому разные его объяснения вполне могут быть верными», ибо «однозначного соответствия образов реальности не существует».